# مقتل عائشة نور خليل وإقبال أوزونر
عائشة نور خليل وإقبال أوزونر هما طالبتان تركيتان تبلغان من العمر 19 عامًا قُتلتا على يد سميح جليك في 4 أكتوبر من عام 2024 في منطقتي أيوب والفاتح في إسطنبول في تركيا.

صور الضحايا، عائشة نور خليل على اليمين وإقبال أوزونر على اليسار

## خلفية
سميح جليك هو طالب وجزار تركي يبلغ من العمر 19 عامًا، عولج 5 مرات في مستشفى للأمراض العقلية بسبب أمراض عقلية، وتم الإبلاغ عن اختفائه مرتين وحاول الانتحار مرة واحدة. في التحقيق الذي أجرته الشرطة في منزل سميح جليك، الذي تبين أنه ليس له أي سجل إجرامي، ذُكر أنه تم العثور على رسم فحم مشابه لجثة إقبال أوزونر، وبحسب أقوال والد سميح جليك، آدم جليك، كان ابنه زميلًا لإقبال أوزونر، وتم الكشف عن أن ابنه عولج في مستشفى للأمراض العقلية بسبب مرضه النفسي.

## الجريمة
كان سميح جليك وحيدًا في منزله في أيوب سلطان لأن أخته كانت خارج المدينة للدراسة الجامعية. دعا أولاً عائشة نور خليل (التي يُزعم أنها صديقته) إلى منزله. هناك، قتلها بقطع لسانها وقطع رأسها. ثم أبلغ الشرطة بوقوع جريمة قتل في منزله وهرب. بعد نصف ساعة، التقى بإقبال أوزونر في الفاتح، واصطحبها إلى أسوار القسطنطينية وقتلها هناك. ثم قطع جسدها، وألقى رأسها من على أسوار المدينة وترك جذعها وجسدها فوق الأسوار. بعد ذلك، انتحر جليك بلف حبل حول رقبته والقفز من فوق الأسوار.
دُفنت إقبال أوزونر في 5 أكتوبر من عام 2024. بحضور حاكم إسطنبول داود غول ورئيس بلدية الفاتح محمد إرغون توران. وفي نفس اليوم، دُفنت عائشة نور خليل بعد صلاة الجنازة في مسجد بازاريسي ساديت.
الغيت جنازة سميح جليك لأسباب أمنية، ودُفن في مقبرة كيليوس بحضور ثلاثة أشخاص فقط. وكشفت تحقيقات الشرطة في منزل جليك عن وجود أشياء ورموز صلبان مرتبطة بالمسيحية وعبادة الشيطان في المنزل.